# Limpertsberg
Limpertsberg (en luxembourgeois : Lampertsbierg ) est l'un des 24 quartiers de Luxembourg-ville.
En 2025, il comptait 11 521 habitants, dont 71,9% de non-luxembourgeois.

## Situation géographique
Le quartier Limpertsberg a une surface de 157,07 ha et est situé au centre de la capitale. Il confine au nord à Mühlenbach et Eich, au sud à la Ville-Haute, et au sud-ouest et à l’ouest à Rollingergrund/Belair-Nord.
Le Limperstberg est relié au Kirchberg via le pont Grande-Duchesse Charlotte.
Il se situe juste au nord de Ville-Haute.

## Historique
Du Moyen Âge à la seconde moitié du XIXe siècle, les enceintes fixaient la frontière de la ville de Luxembourg et jugulaient son expansion. Le traité de Londres déclarant en 1867 le Grand-Duché perpétuellement neutre, la forteresse fut alors en partie démantelée. Dans le même temps, les espaces contigus à la vieille ville se développèrent. Avant la destruction des enceintes, le Limpertsberg abritait seulement le cimetière Notre-Dame, aménagé en 1755 en périphérie de la ville. Le quartier est donc récent.
Le nom proviendrait du Mont-Saint-Lampert mais d'autres théories existent car ce nom ne se trouve sur aucun plan ou document. Le nom du quartier a d'ailleurs évolué : Lamperbierg, Lamper, Limpertsberg.[réf. nécessaire]
Le Limpertsberg doit son développement au démantèlement de la forteresse de Luxembourg après 1867. Le plateau utilisé principalement par l’agriculture et plus spécialement les rosiéristes s’est transformé dans la première partie du XXe siècle en quartier urbain.
La première école primaire a été ouverte en 1906 et l’église consacrée en 1912. En 1908, le lycée des Arts et Métiers (aujourd'hui lycée de garçons) fut la première école secondaire publique du Limpertsberg. D’autres écoles secondaires ont suivi et ont fait du Limpertsberg le quartier des écoles.
À la fin du XIXe siècle, le Limpertsberg était un haut lieu de la culture des roses et plusieurs rosiéristes renommés y avaient établi leur pépinières, notamment Soupert et Notting, Gemen et Bourg et les frères Jean et Évrard Ketten.
Le Limperstberg est un plateau dont le point le plus élevé est la place André, située à 335 mètres d'altitude, soit 10 mètres seulement sous le point le plus élevé de la ville de Luxembourg (345 m au couvent de Cents).

## Aujourd'hui
Le Limpertsberg est un quartier résidentiel. Il accueille de nombreuses banques, plusieurs établissements d'enseignement (université du Luxembourg, École Waldorf du Luxembourg, lycée des garçons, lycée Robert-Schuman, lycée Vauban (lycée français du Luxembourg), lycée technique des arts et métiers, lycée technique du centre et École française du Luxembourg), le hall Victor Hugo (centre culturel) et le Grand Théâtre de Luxembourg.
Tous les ans a lieu de fin août à début septembre sur le parking du Glacis la Schueberfouer, la plus grande fête foraine du Grand-Duché.